# Mimocoptosia
Mimocoptosia is een kevergeslacht uit de familie van de boktorren (Cerambycidae). De wetenschappelijke naam van het geslacht werd voor het eerst geldig gepubliceerd in 1972 door Breuning & Villiers.

## Soorten
Mimocoptosia is monotypisch en omvat slechts de volgende soort:
- Mimocoptosia luteovittigera (Pic, 1906)